# カントリー・プリーチャー
『カントリー・プリーチャー』（Country Preacher）は、アメリカ合衆国のジャズ・サクソフォーン奏者、キャノンボール・アダレイが1969年に録音・1970年に発表したライブ・アルバム。

## 背景
公民権運動家のジェシー・ジャクソンが率いる組織「オペレーション・ブレッドバスケット」を支援するために行われたシカゴ公演の模様が収録され、ジョー・ザヴィヌル作のタイトル曲はジャクソンに捧げられた。なお、ジャクソンは本作の冒頭および「ザ・シーン」においてスピーチを披露している。

## 反響・評価
本作はアメリカの総合アルバム・チャートBillboard 200で136位に達し、『ビルボード』のジャズ・アルバム・チャートでは2位、R&Bアルバム・チャートでは7位を記録した。また、タイトル曲は総合シングル・チャートのBillboard Hot 100で86位、R&Bシングル・チャートで29位を記録した。
アンドリュー・ハミルトンはオールミュージックにおいて5点満点中3点を付け、収録曲「アフロ・スパニッシュ・オムレット」に関して「ナット作の"Umbakwen"では、キャノンボールのサックスが特に探求的となっている。"Soli Tomba"は3分3秒にわたるブッカーのソロである。"Oiga"ではザヴィヌルが最高のソロを披露し、ドラマーのロイ・マッカーディは、ザヴィヌルの丁寧なエレクトリックピアノの演奏を引っ掻き回すかのように、創造的なリズムを刻んでいる。"Marabi"では、キャノンボールが卓越した演奏で、弟ナットのコルネットと張り合っている」と評している。

## 収録曲
1. イントロダクション・バイ・ザ・レヴェランド・ジェシー・ジャクソン〜ウォーク・トール - "Introduction by the Reverend Jesse Jackson / Walk Tall" (Joe Zawinul, Queen Esther Marrow, Jim Rein) - 5:13
2. カントリー・プリーチャー - "Country Preacher" (J. Zawinul) - 4:28
3. ハミン - "Hummin'" (Nat Adderley) - 6:35
4. オー・ベイブ - "Oh Babe" (N. Adderley, Cannonball Adderley) - 4:50
5. メドレー:アフロ・スパニッシュ・オムレット - "Afro-Spanish Omlet" - 15:40
  - aアンバクワン. - *"Umbakwen" (N. Adderley)
  - b.ソリ・トンバ - *"Soli Tomba" (Walter Booker)
  - c.オイガ - *"Oiga" (J. Zawinul)
  - d.マラビ - *"Marabi" (C. Adderley)
6. ザ・シーン - "The Scene" (J. Zawinul, N. Adderley) - 2:40

## 参加ミュージシャン
- キャノンボール・アダレイ - アルト・サクソフォーン、ソプラノ・サクソフォーン
- ナット・アダレイ - ボーカル(on #4)、コルネット、パーカッション
- ジョー・ザヴィヌル - ピアノ、エレクトリックピアノ
- ウォルター・ブッカー（英語版） - ベース
- ロイ・マッカーディ（英語版） - ドラムス
- ジェシー・ジャクソン - スピーチ